# کاستا دیوا (فیلم ۱۹۵۴)
کاستا دیوا (ایتالیایی: Casta Diva) یک فیلم زندگی‌نامه‌ای ایتالیایی-فرانسوی ملودرام به کارگردانی کارمینه گالونه است که در سال ۱۹۵۴ منتشر شد.

## بازیگران
- موریس رونه در نقش وینچنتزو بلینی
- فائوستو توتسی در نقش گائتانو دونیزتی
- دانیلو براردینلی در نقش نیکولو پاگانینی
- لوئیجی تسی در نقش فلیچه رمانی
- آنتونلا لوالدی
- نادیا گری
- ژاک کستلو
- مارینا برتی
- رنتسو ریچی
- ژان ریشار
- پائولا بوربونی
- لائورو گادزولو
- رنتسو جووانپیترو
- کامیلو پیلوتو
- دانته ماجو
- نینو وینجلی